# Списак стрип жанрова
|  |  |  |  |  |  |  |  |  |  |  |  |  |  |  |  |  |  |  |  |  |  |  |  |  |  |  |  |  |  |

Попис стилова, школа и жанрова који се појављују у стрипској обради – са појашњењима.

## А
- Америчка школа
- Антропоморфни ликови (стрип-карактери инспирисани животињама које имају људске одлике; видети чланак: Антропоморфизам)[1]

## Б
- Белгијска школа
- Британскa школа
- Бронзано доба стрипа
- Бурлеска

## В
- Веб стрип (Webcomic)
- Вестерн

## Г
- Гег (стил хумористичног изражавања сликовито и покретима, најчешће без речи)[2][3][4]
- Графички роман
- Гротеска

## Д
- Дечји стрипови
- Дизнијеве креације
- Ди-си хероји

## З
- Златно доба стрипа[5]
- Златно доба стрип свески[6]

## И
- Историјски стрип

## Ј
- Југословенски стрип

## К
- (читај: картун-крејзи) или CartoonCrazy;[7] такође (као сленг) Comicrazy, Crazy Comic – стил заснован на геговима комично-динамичног или цртаног филма (нпр. Шашава дружина, Том и Џери)
- Комично-динамични стрип (карикатура+гегови; у филмском стваралаштву овакав хумор заснива се на сценографији цикличног понављања, техника приповедања која у истом скечу понавља комичну референцу неколико пута заредом, у истом или у мало измењеном облику)[8][9][10][11]

## М
- Манга
- Марвел хероји

## Н
- Научно-фантастични стрип (SCI-FI жанр)

## П
- Пропагандни стрип

## Р
- Ратни стрип

## С
- CGI[12] (изговарај: си-џи-ај – стриповни карактери креирани и/или цртани рачунарском техником; ту спада и 3D-анимација штампана у облику сликовнице, графичког романа или стрипа) (видети још: DreamWorks Animation, Illumination, Pixar, Sony Pictures Animation, Warner Animation Group, Lucasfilm Animation итд.)
- Слепстик (повезано са: Гег)
- Сребрно доба стрипа[13]
- Сребрно доба стрип свески[14]
- Српски стрип
- Суперхероји

## Т
- Талијанска школа

## Ф
- Филмска комедија (нпр. Шашава дружина, Merrie Melodies)
- Франко-белгијски стрип
- Француска школа

## Х
- Хорор
- Хрватски стрип
- Хумореска (види још: Хумор; за контраст види: Гротеска)

## Ц
- Цртани филм (стрипске обраде)